# ماکوتو تاکاهاشی
ماکوتو تاکاهاشی (انگلیسی: Makoto Takahashi؛ زادهٔ January 16) صداپیشگی در ژاپن اهل ژاپن است.